# برگ قلوه‌ای
برگ قلوه‌ای (نام علمی: Chalcanthus) نام یک سرده از تیره شب‌بویان است. همچنین نام یک گونه از این سرده نیز برگ‌قلوه‌ای (نام علمی: Chalcanthus renifolius) نام دارد.